# Alfredo Yacussi

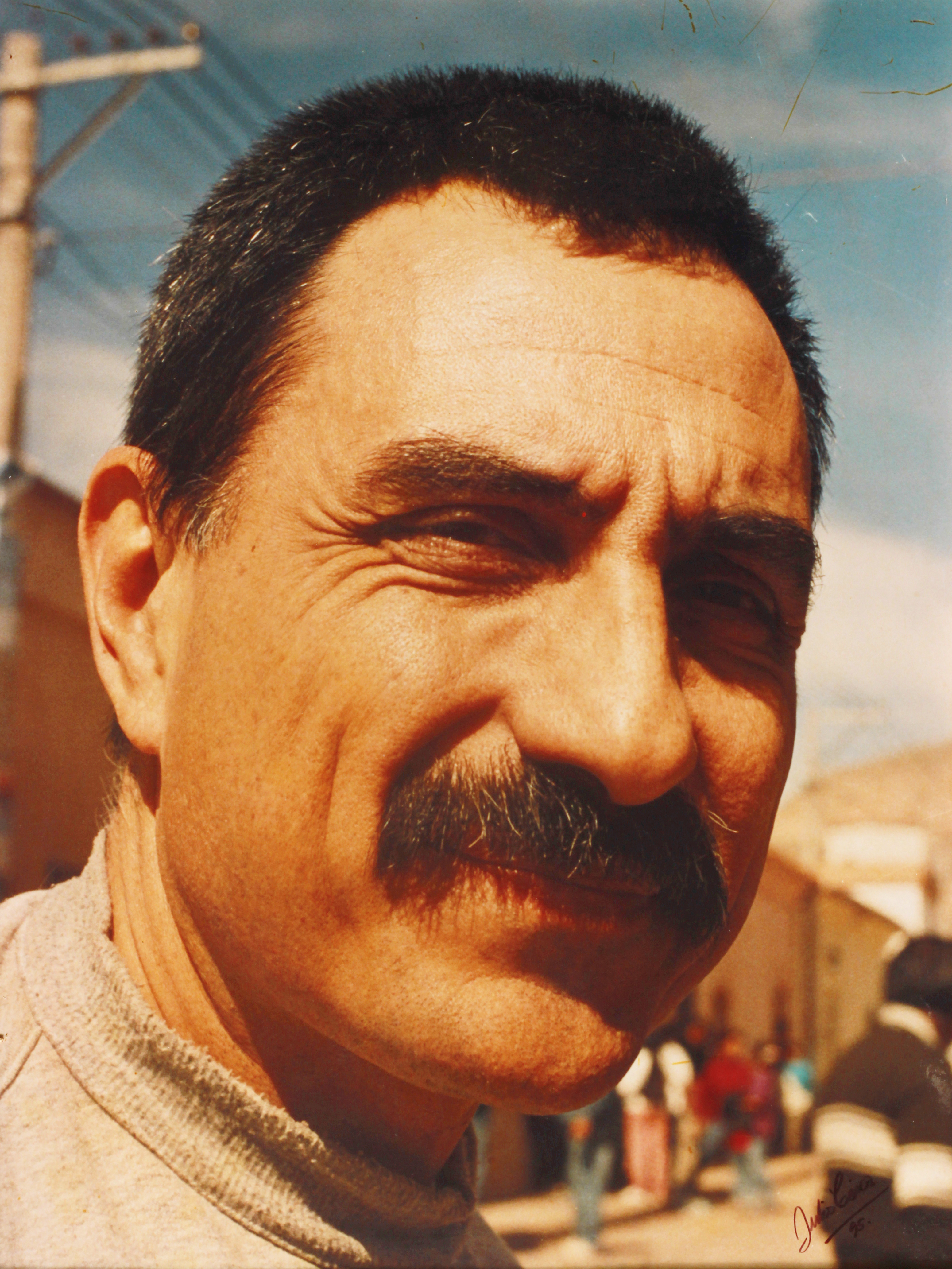
Alfredo Yacussi

Alfredo Yacussi (Santa Fé, Argentina, 7 de agosto de 1941, - Buenos Aires, Argentina,  19 de octubre de 1996) fue un escultor argentino. 

## Biografía
Ejerció la docencia en diversos institutos privados de la Ciudad Autónoma de Buenos Aires, y en forma simultánea en su propio taller. En 1965 fue seleccionado por el Poder Ejecutivo Nacional (Decreto Nº 4483) para integrar la Comisión Nacional del monumento a Don Hipólito Yrigoyen. En 1967 realizó el busto “Maternidad” para la Escuela F. M. Esquiú, en la que se encuentra emplazado. En 1971 participó en las Primeras Jornadas Americanas, organizadas por el Instituto de Cultura Americana, en la Sociedad de Artistas Plásticos. En 1972 se integra al elenco de los “Títeres de Tía Zule” como asesor artístico y realizador de las cabezas de los muñecos, en función de investigar el área de las expresiones populares. En 1974 fue seleccionado para integrar la muestra del LXIII Salón Nacional de Artes Plásticas. En 1976 integró, invitado por el filósofo Rodolfo Kusch, en su carácter de plástico, el Segundo Congreso Americano en la Universidad de la ciudad de Salta. En 1984, realizando un trabajo conjunto con el músico Gustavo Patiño, se lanzan una serie de muestras presentaciones del cassette “El Músico del Viento”, del cual realiza la tapa. El mismo año realiza otra portada, la del cassette “Tilcara” del poeta Germán Walter Choquevilca. En 1985 realizó el audiovisual “Los signos del río” que consta de documentos fotográficos y diapositivas de pinturas, pasteles, dibujos y esculturas realizados para tal fin. Este trabajo fue presentado en el Centro de Estudios Antropológicos y Sociales Sudamericanos, y en el Centro Cultural San Martín en dos oportunidades (Sala Enrique Muiño), en el ciclo “El cantor popular - Los poetas y payadores” (1985 - 1986). Durante el año 1986 proyecta y realiza la maqueta para el emplazamiento de un monumento y de un anfiteatro para la ciudad de Tilcara, en la provincia de Jujuy. La maqueta se encuentra en la Municipalidad de dicha ciudad. En 1987 proyecta el audiovisual en varios talleres particulares con debates posteriores. Actividad que continúa hasta el año 1992, en el que lo proyecta en la Escuela Superior de Bellas Artes. También lo muestra en el Museo Etnográfico Nacional. A partir de 1991, su obra, el “Músico del Viento” se encuentra expuesta en el Museo de Bellas Artes de Tilcara, provincia de Jujuy. En el año 1992, participa en las Segundas Jornadas de Folklore, realizadas y organizadas por el Instituto Superior de Folklore, en calidad de expositor. En el año 1993, es convocado para la realización de un monolito recordatorio del Centenario de la Asociación del Fútbol Argentino (AFA). Dicha obra se encuentra emplazada en la Plaza Lavalle de la Ciudad Autónoma de Buenos Aires. En el año 1994, participa de la Primera Bienal de Buenos Aires, obteniendo la siguiente mención: Participante Destacado. En el mismo año realiza el dibujo para la tapa del cassette del músico José María Mercado. En el año 1995 se lo invita a participar del II Encuentro escultórico en Carlos Casares y el trabajo allí realizado se encuentra emplazado en la plaza principal de la ciudad. Ese mismo año se lo llama desde Tilcara (Provincia de Jujuy) para esculpir una imagen: “El Cristo de la quebrada”, que se encuentra emplazado a 3800 metros de altura sobre el nivel del mar, en el Santuario de la Virgen de Copacabana del Abra de Punta Corral. Gracias a esto, es declarado Ciudadano Ilustre por el pueblo y el gobierno de Tilcara mediante la ordenanza 05/95 del 23 de junio de 1995 del Consejo Deliberante de la Municipalidad de Tilcara. También en 1995, es designado jurado en un concurso de dibujo infantil organizado por la Biblioteca de Tilcara.    En relación con la obra “El Cristo de la quebrada”, en la Semana Santa de 1996, se realizó la exhibición por A.T.C. del documental “Semana Santa en Tilcara” dirigida por Miguel Pereyra. Fallece el 19 de octubre de 1996 en Buenos Aires y sus restos descansan en Tilcara, Provincia de Jujuy.

## Estudios
En el año 1960, egresa de la Escuela Nacional de Artes Visuales “Manuel Belgrano”. En 1964, egresa de la Escuela Nacional de Bellas Artes “Prilidiano Pueyrredón”, obteniendo el título de Profesor Nacional de Dibujo y Escultura. Fue alumno de Aurelio Macchi y de Antonio Pujía. Realizó numerosos viajes de estudio e investigación por diversas provincias de la Argentina, por Bolivia y Perú.

## Premios recibidos
- Premio Estímulo del Salón de Bocetos Escultóricos, organizado por la Municipalidad de Buenos Aires (1958). Nombre de la obra: “La leona”.
- Premio Estímulo del Salón de Bocetos Escultóricos, organizado por la Municipalidad de Buenos Aires (1958). Nombre de la obra: “Cabeza”.
- 2º Premio de Escultura otorgado por la Escuela Nacional de Artes Visuales “Manuel Belgrano”.
- Premio Estímulo del V Salón “Estímulo del Arte”.
- 3º Premio en el Primer Salón de la Paz (1986).
- Participante Destacado en la Primera Bienal de Buenos Aires (1994).Yaguareté

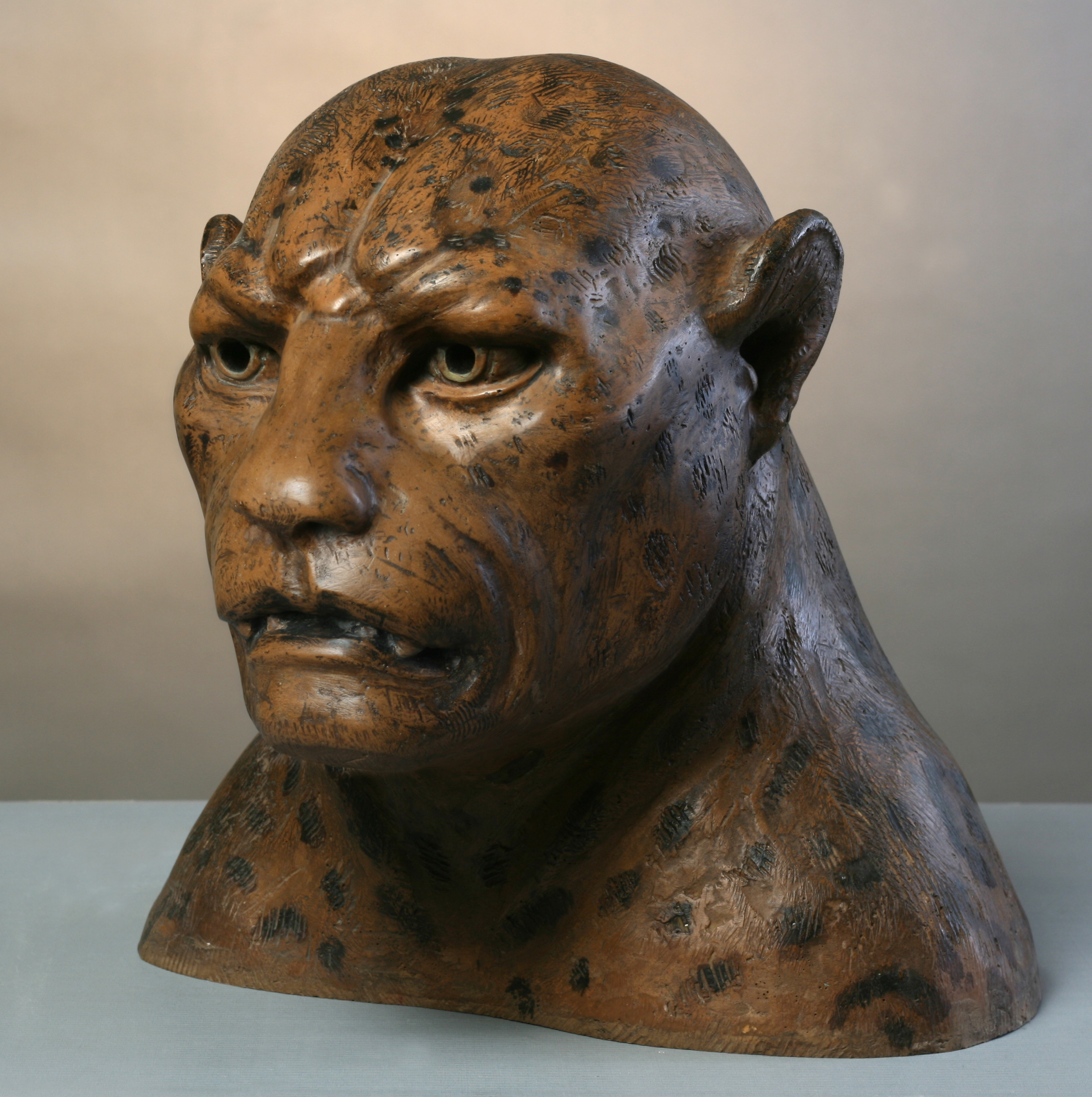
Yaguareté

## Obras destacadas
- Nostalgia y humo.
- Jugando con la vida.
- Muerte y transfiguración de Tupac Amaru.
- Yaguareté
- Músico del viento.